# Alma Forrer
Alma Forrer, née en 1993 à Paris en France, est une auteure-compositrice-interprète.

## Biographie
Ayant débuté sur la scène et les bars parisiens, Alma Forrer accède à une première notoriété par ses collaborations ou partage de scène avec des artistes tels que Baptiste W. Hamon, Pomme, Renan Luce, Vianney, Lio ou encore Benjamin Biolay,,,,,.
Ayant sorti un premier EP en 2014,,, puis un deuxième en 2015, tous les deux autoproduits, elle revendique autant une inspiration des classiques de la chanson française — Barbara, Jacques Brel, Marie Laforêt, Graeme Allwright, Michel Polnareff ou encore Jacques Douai — mais aussi du folk américain avec Townes Van Zandt, Guy Clark, John Prine, Steve Earle et Joan Baez,,. En 2016, elle coécrit notamment Je t’emmènerai bien, interprétée par Pomme.
En 2019, après avoir sorti un troisième EP, elle publie son premier album avec le label BMG, produit par Ben Christophers. S'y affirment encore plus ses influences des États-Unis et de l'Americana, mentionnant aussi bien les pionnières du genre comme Linda Ronstadt ou Emmylou Harris, que ses émules plus récentes, à l'image de Bat for Lashes et Angel Olsen. Album en partie écrit en Suède, sous le signe de Bergman et Persona, son autrice revendique aussi l'influence des Noces de Camus et de ses évocations du désir, de sa violence et son éclat.
Dans sa vie personnelle, Alma Forrer est très attachée à sa chienne blanche de race créole croisée, Liliane Forrer, en dépit de sa cécité croissante.

## Discographie

### EP
- 2014 : Alma Forrer
- 2015 : Ne dis rien
- 2019 : Solstice

### Album
- 2019 : l'Année du loup